# Kori Udovički
Kori Udovički (en serbe cyrillique : Кори Удовички ; née le 4 décembre 1961 à La Paz) est une économiste et une femme politique serbe. Sans étiquette, le 27 avril 2014, elle est élue vice-présidente du gouvernement et ministre de l'Administration publique et de l'Autonomie locale dans le gouvernement d'Aleksandar Vučić.

## Origine et études
Kori Udovički naît à La Paz en Bolivie, où son père, Lazar Udovički, ancien combattant de la Guerre d'Espagne et personnalité politique de la République fédérative socialiste de Yougoslavie, exerce la fonction d'ambassadeur ; son oncle, Gonzalo Sánchez de Lozada, deviendra président de Bolivie,.
Elle étudie à la Faculté d'économie de l'université de Belgrade où elle obtient une licence en 1984 puis elle suit les cours de l'université Yale, aux États-Unis, où elle obtient un master en 1988 et un doctorat en 1999. Ses recherches portent sur le commerce inter-régional et l'intégration entre les républiques issues de l'ancienne Yougoslavie ; elle travaille aussi sur la structure macroéconomique de la Serbie.

## Carrière
De 1993 à 2001, elle travaille au FMI à Washington ; elle y est chargée des problèmes des secteurs monétaires du Mozambique et du Zimbabwe puis devient l'économiste en chef chargée du programme en direction de la Bosnie-Herzégovine puis, plus généralement, de la Yougoslavie.

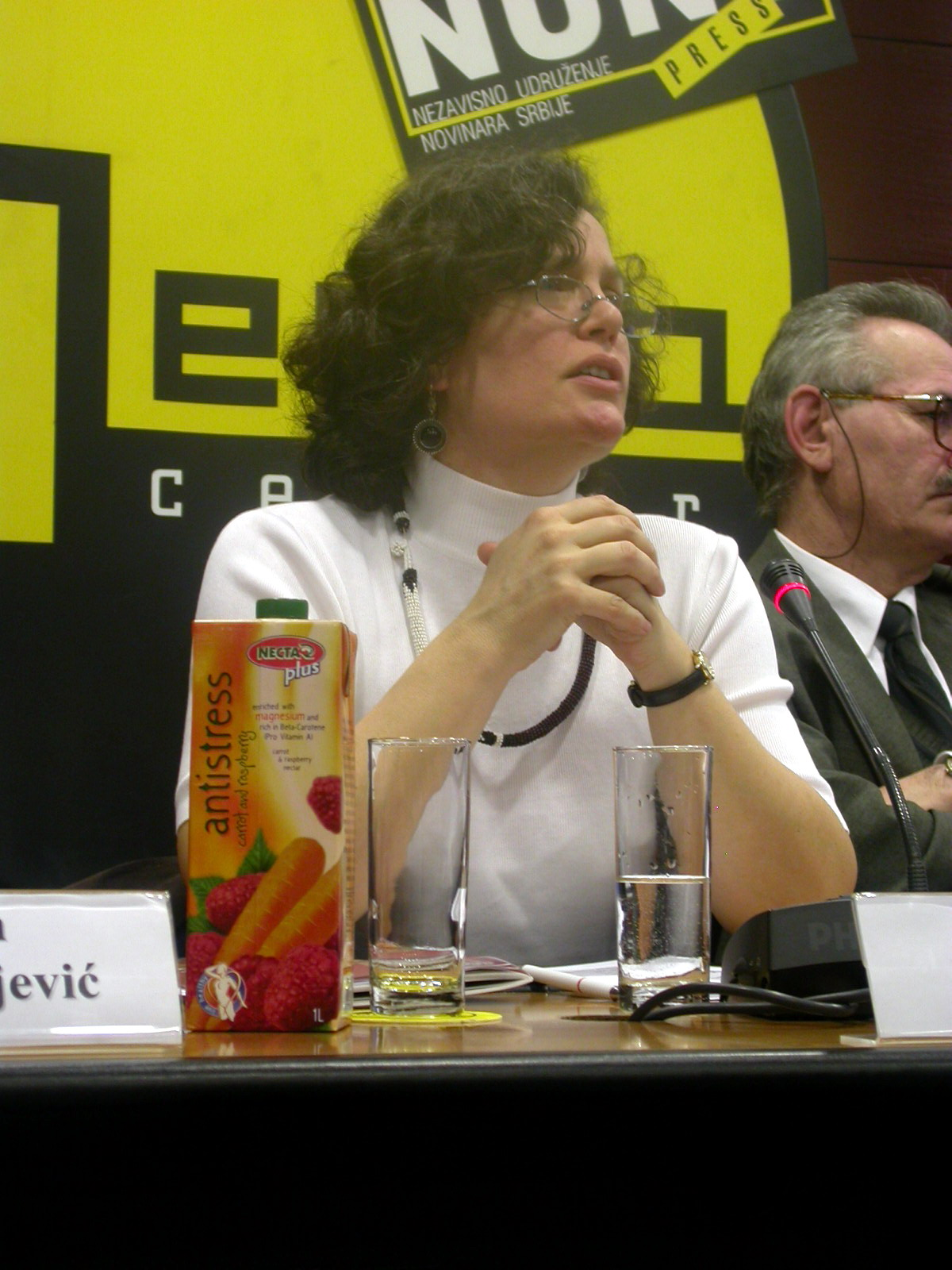
Kori Udovički en 2005

En septembre 2001, de retour à Belgrade après la chute du régime de Slobodan Milošević, Kori Udovički devient conseillère spéciale du ministre des Finances et de l'Économie Božidar Đelić dans le gouvernement de Zoran Đinđić et, à la fin de l'année, elle est élue membre de la Commission pour la restructuration des entreprises publiques.
En 2002, elle devient ministre de l'Énergie et des Mines dans le gouvernement Đinđić puis, après l'assassinat de Đinđić, dans celui de Zoran Živković. En 2003, elle est élue gouverneur de la Banque nationale de Serbie, fonction qu'elle occupe jusqu'en février 2004,, son élection étant invalidée car entachée d'irrégularité.
En 2007, alors qu'elle est assistante au secrétariat de l'ONU, elle devient directrice du Bureau régional du Programme des Nations unies pour le développement (en abrégé : PNUD ; en anglais abrégé : UNDP) pour l'Europe et la Communauté des États indépendants (RBEC), ; elle occupe cette fonction jusqu'en 2012.
Après les élections législatives serbes anticipées du 16 mars 2014, Aleksandar Vučić, le président du Parti progressiste serbe (SNS), est chargé par le président de la République Tomislav Nikolić de constituer un nouveau gouvernement. Approchée, Kori Udovički accepte d'en devenir membre et, le 27 avril 2014, elle est élue par l'Assemblée nationale vice-présidente sans étiquette de ce cabinet avec le portefeuille de ministre de l'Administration publique et de l'Autonomie locale.

## Vie privée
Kori Udovički parle anglais et espagnol et a des connaissances en français et en portugais.